# أنا كارينينا (رواية)
آنَا كارينينا (الروسية: Анна Каренина) أثر أدبي عالمي وإنساني خالد، ترجم إلى معظم لغات العالم، وأعيد طبعه مئات المرات. وقد تباينت آراء النقاد في هذه الرواية، فوضعت فيها دراسات كثيرة راوحت بين الإعجاب التام والرفض النسبي، إن لم نقل الرفض التام. فمن أعجب بها قد أعجب لأنه رأى فيها عصارة فن تولستوي وخاتمة أعماله الكبرى، ومن انتقدها فحمل عليها قد حمل لأنه رأى فيها خللاً فنياً، ورأى أحداثاً ثانوية كبيرة تواكب الحدث الرئيسي وتكاد تطغى عليها.
يفتتح تولستوي رواية أنّا كارينينا في الجملة المشهورة: "كل العائلات السعيدة تتشابه، لكن لكل عائلة تعيسة طريقتها الخاصة في التعاسة."
تطفو على سطح الحدث في الرواية نماذج بشرية متنوعة، معظمها مريض مرض الطبقية، مرض النبل، مرض الإرث الثقيل، والنماذج البشرية، هذه هي غالباً نماذج مهتزة غير سوية، تتفاعل في داخلها صراعات كثيرة، أبرزها ما بين القلب والعقل أو بين الحب والواجب، وما بين القشور واللباب، وما بين تخلف الإكليروس وحركة التنوير في أوساط المثقفين الروس.
والفريد في كتابات ليو تولستوي هو أنك كقارئ لن تتأثر بكتابة ليو تولستوي المحايدة تماماً في رأيه بكل شخصية، إنما يترك الكاتب لك المجال لتحدد رأيك وموقفك وذلك إثارة للنقاش بين كل من يقرأ الرواية. فـ (أنّا كارينينا) ليست ككل الروايات، حيث في الغالب يتأثر القارئ برأي المؤلف بالشخصية على عكس كتابات ليون تولستوي. كما أن عقلية تولستوي العقلانية أدركت أنه لا توجد أي شخصية لا تنطق إلا بالخير ، وأخرى تسخر الشر في كل ما تفعله في الرواية، إنما آمن تولستوي أن لكل شخص قلباً وعقلاً ومصلحة عليا؛ فلا أحد يقوم بأمر ما إلا وله مبرره الخاص الذي قد يكون، وقد لا يكون مطابقاً للمُثُل العليا التي يسعى الروائييون عادة إلى تعزيزها في المجتمعات، حيث كل من في الرواية مثير للشفقة وكلهم أنانيون، وكلهم كان لهم المبرر المقنع والمنطقي لما قام به.كما أن تولستوي وكروائي لم يعتد في كتاباته عن الابتعاد عن أهمية التمسك بالتعاليم الدينية كمَخرج هو الأفضل، لكل ما يواجهه الفرد من أحداث، فربما يكون ذلك نتيجة إيمانه بأن الحكمة الإلهية والتعاليم الدينية تعلو على كل الحلول والحكمة الإنسانية الوضعية، وهذا ما يلمسه القارئ في الرواية.
تعد هذه الرواية من أكثر الروايات إثارة للجدل حتى اليوم، ولأن تولستوي يناقش فيها إحدى أهم القضايا الاجتماعية التي واجهت كافة المجتمعات الإنسانية، خاصة الأوروبية بُعَيْدَ الثورة الصناعية، وما نتج عنها من اهتمام بالمادة، وما ظهر من أمراض تتعلق بالمال لدى الطبقات الأرستقراطية آنذاك.

## الشخصيات الرئيسية
- الكونتيسة أنّا أركاديفنا كارينينا (Анна Аркадьевна Каренина): شقيقة ستيفان أوبلونسكي، وزوجة كارينين، وعشيقة فرونسكي.
- الكونت أليكسي كيريلوفيتش فرونسكي (Алексей Кириллович Вронский): عشيق أنّا، وضابط في سلاح الفرسان.
- الأمير ستيفان «ستيفا» أركاديفيتش أوبلونسكي (Степан "Стива" Аркадьевич Облонский): موظّف مدني وشقيق أنّا، وهو رجل اجتماعي في الرابعة والثلاثين من عمره. يُعتبر لقبه بمثابة لفظ روسي لاسم ستيف، بينما يُعتبر اسمه لفظًا روسيًا لاسم ستيفن.
- الأميرة داريا «دوللي» ألكساندروفنا أوبلونسكايا (Дарья "Долли" Александровна Облонская): زوجة ستيفان، وفي الثالثة والثلاثين من عمرها.
- الكونت أليكسي الكسندروفيتش كارينين (Алексей Александрович Каренин): رجل دولة رفيع، وهو زوج أنّا الذي يكبرها بعشرين عامًا.
- كونستانتين ديميتريفيش ليفين (Константин Дмитриевич Лёвин): خطيب كيتي وأحد أصدقاء ستيفا القدامى، وهو ملّاك للأراضي، ويبلغ من العمر اثني وثلاثين عامًا.
- نيكولاي ديميتريفيش ليفين (Николай Дмитриевич Лёвин): الشقيق الأكبر لكونستانتين، وهو رجل مُعدم ومدمن على الكحول.
- سيرجي إيفانوفيتش كوزنيشيف (Сергей Иванович Кознышев): الأخ غير الشقيق لكونستانتين، وهو كاتب يبلغ من العمر أربعين عامًا.
- الأميرة إيكاترينا «كيتي» الكساندروفنا شرباتسكايا (Екатерина Александровна Щербацкая): الشقيقة الصغرى لدوللي، وهي الزوجة اللاحقة لليفين، وتبلغ من العمر ثمانية عشر عاماً.
- الأميرة إليزابيث «بيتسي» تفرسكايا (Елизавета "Бетси" Тверская): صديقة أنّا من المجتمع الراقي، وهي امرأة ثرّية ومنحلّة أخلاقيًا، وهي ابنة عم فرونسكي.
- الكونتيسة ليديا إيفانوفنا (Лидия Ивановна): زعيمة دائرة المجتمع الراقي التي تشمل كارينين التي دائماً ما تتحاشى الأميرة بيتسي ودائرتها. تهتم بالأرثودوكسية الروسية، وتُعتبر صوفيةً وروحانيةً.
- الكونتيسة فرونسكايا: وهي والدة فرونسكي.
- سيرجي «سيريوزا» كارينين (Сергей "Серёжа" Каренин): ابن أنّا وكارينين، الذي يبلغ من العمر ثمانية سنوات.
- أنّا «آني»: ابنة أنّا وفورونسكي.

## مدخل إلى الحبكة
تُعتبر أنّا كارينينا بمثابة القصّة المأساوية للكونتيسة أنّا كارينينا -الامرأة المتزوّجة والنبيلة والبارزة في المجتمع- وعلاقتها الغرامية مع الكونت الثري فرونسكي. تبدأ القصّة عند وصول أنّا إلى وسط عائلة مفكّكة على يد شقيقها الفاسق والجامح؛ الأمر الذي يتنبأ بموقفها اللاحق، على الرغم من أنّها لن تلقى الدرجة ذاتها من التسامح.  
يرغب فرونسكي العازب بالزواج من أنّا في حالة موافقتها على ترك زوجها الكونت كارينين، الذي يُعتبر مسؤولًا حكوميًا رفيع المستوى. تتأثر أنّا بضغوط الأعراف الاجتماعية الروسية، والقوانين الأخلاقية للكنيسة الأرثودوكسية الروسية، وانعدام ثقتها بنفسها، وتذبذب زوجها كارينين. يواجه فرونسكي وأنّا بعض المشاكل في تكوين الصداقات في إيطاليا؛ حيث يمكنهما البقاء سويّةً. يعود فرونسكي وأنّا إلى روسيا، حيث تتعرّض أنّا للتجنّب فتصبح أكثر عزلةً وقلقًا، بينما يتابع فرونسكي حياته الاجتماعية. تصبح أنّا أكثر غيرةً وشكًّا بإخلاص فرونسكي، وترتاب من فقدان سيطرتها على الأمور.
تُعتبر قصّة كونستانتين ليفين بمثابة قصّة موازيةً في سير الأحداث، وهو رجل ثري وملّاك للأراضي وراغب بالزواج من الأميرة كيتي؛ شقيقة الأميرة دوللي وشقيقة زوجة شقيق أنّا الأمير أوبلونسكي. تصف الرواية بالتفصيل الصعوبات التي تواجه كونستانتين بدءًا بإدارته لممتلكاته، وزواجه اللاحق، وكفاحه في تقبّل الإيمان المسيحي، وحتّى ولادة طفله الأول.
تستكشف الرواية مجموعةً متنوعةً من الموضوعات في صفحاتها الألف تقريبًا. تشتمل بعض هذه الموضوعات على تقييم للنظام الإقطاعي السائد في روسيا خلال تلك الحقبة؛ وذلك في إطار الحكومة الروسية، والشخصيات الفردية، والعائلات، والدين، والأخلاق، والجنس، والطبقة الاجتماعية.

## وصلات خارجية
- أنا كارينينا على موقع الموسوعة البريطانية (الإنجليزية)
- آراء القراء حول رواية أنّا كارنينا  على موقع أبجد
- قراءة عربية حول رواية أنّا كارنينا  على موقع #تعالو_نقراو

لا توجد روابط لمواقع التواصل الاجتماعي.